# Turistická značená trasa 7460
 Turistická značená trasa 7460 je 2 km dlouhá žlutě značená trasa Klubu českých turistů v okrese Chrudim spojující Svídnici a Strádovské Peklo. Převažující směr je jižní. Trasa se nachází na území CHKO Železné hory.

## Průběh trasy
Počátek trasy se nachází na jižním konci Svídnice u práčovské přehrady na rozcestí s modře značenou trasou 1915 z Chrudimi do Nasavrk. Trasa stoupá jižním směrem do Práčova a ke vstupu do Slavické obory. Pěšinou obchází část jejího oplocení a poté po lesní cestě sestupuje do údolí Chrudimky do Strádovského Pekla, kde končí. Zde se nachází rozcestí se zeleně značenou trasou 4312 od Pekelského mlýna do Žumberku.

## Historie
Trasa vznikla po přeložení rovněž žlutě značené trasy 7339 západněji. Přicházela do Práčova od Trpišova a pokračovala západním okrajem Slavické obory k Pekelskému mlýnu. Trasa 7460 vznikla jako její částečná náhrada s tím, že je vedena mimo oplocení obory.

## Turistické zajímavosti na trase

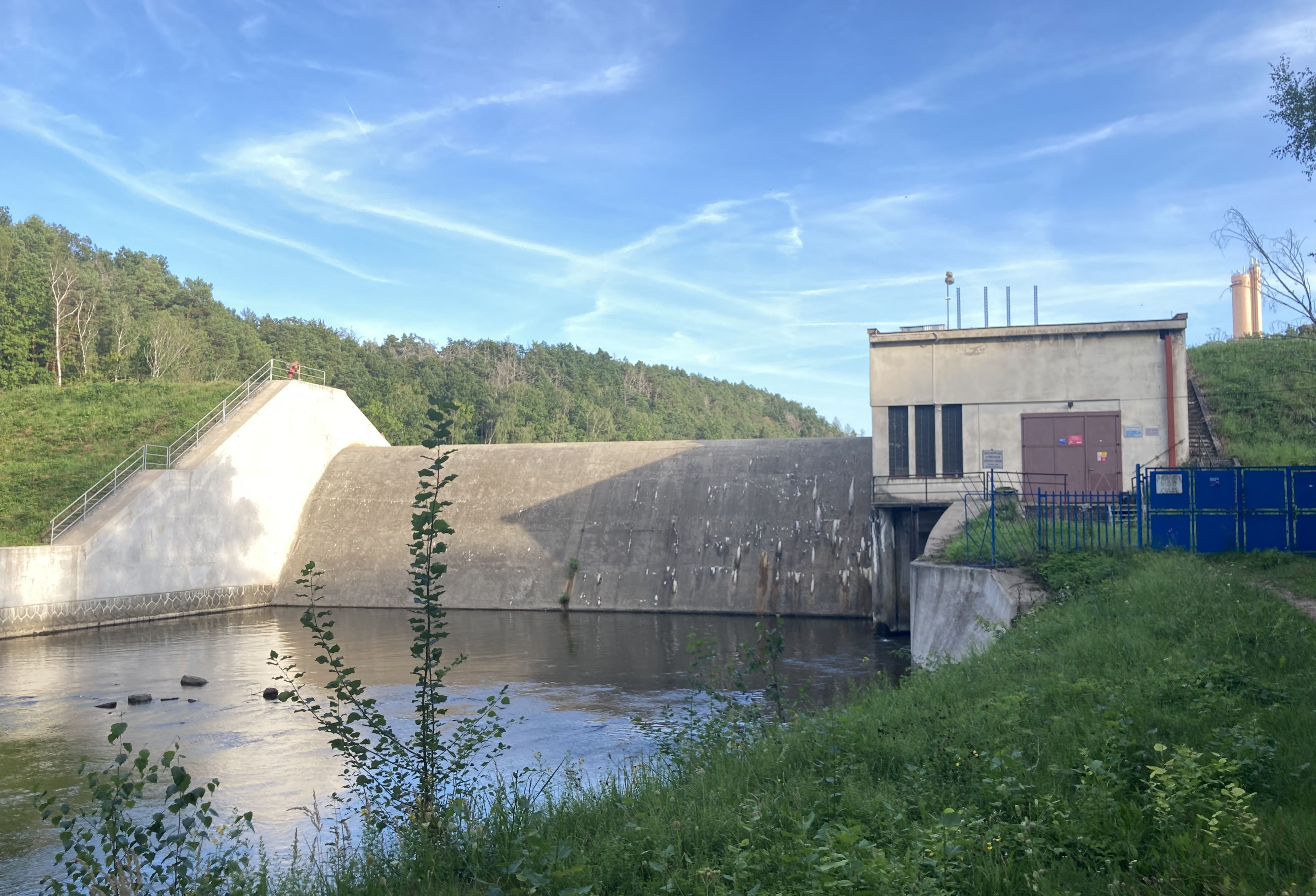
Vodní nádrž Křižanovice II
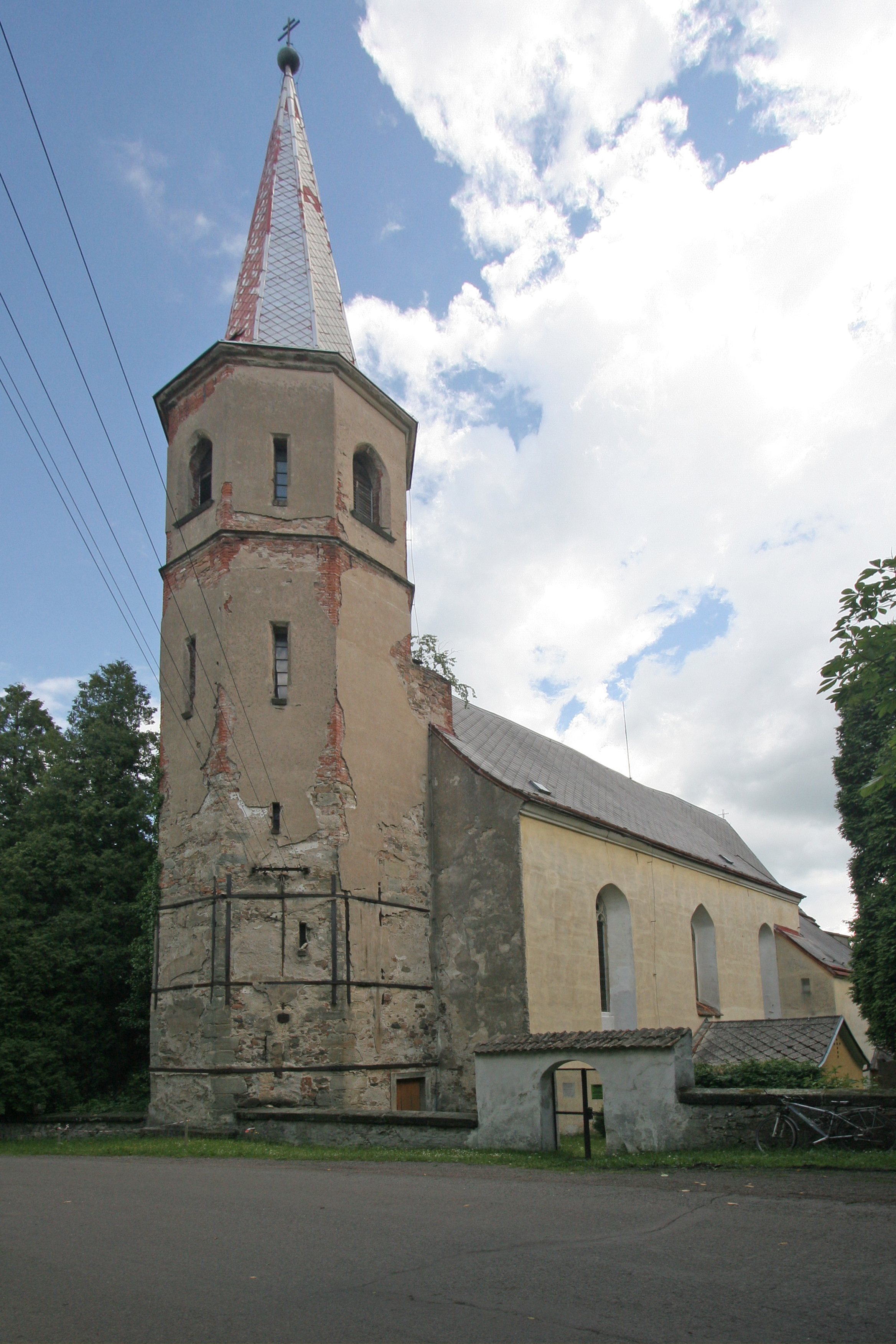
Kostel svatého Jakuba Staršího v Práčově
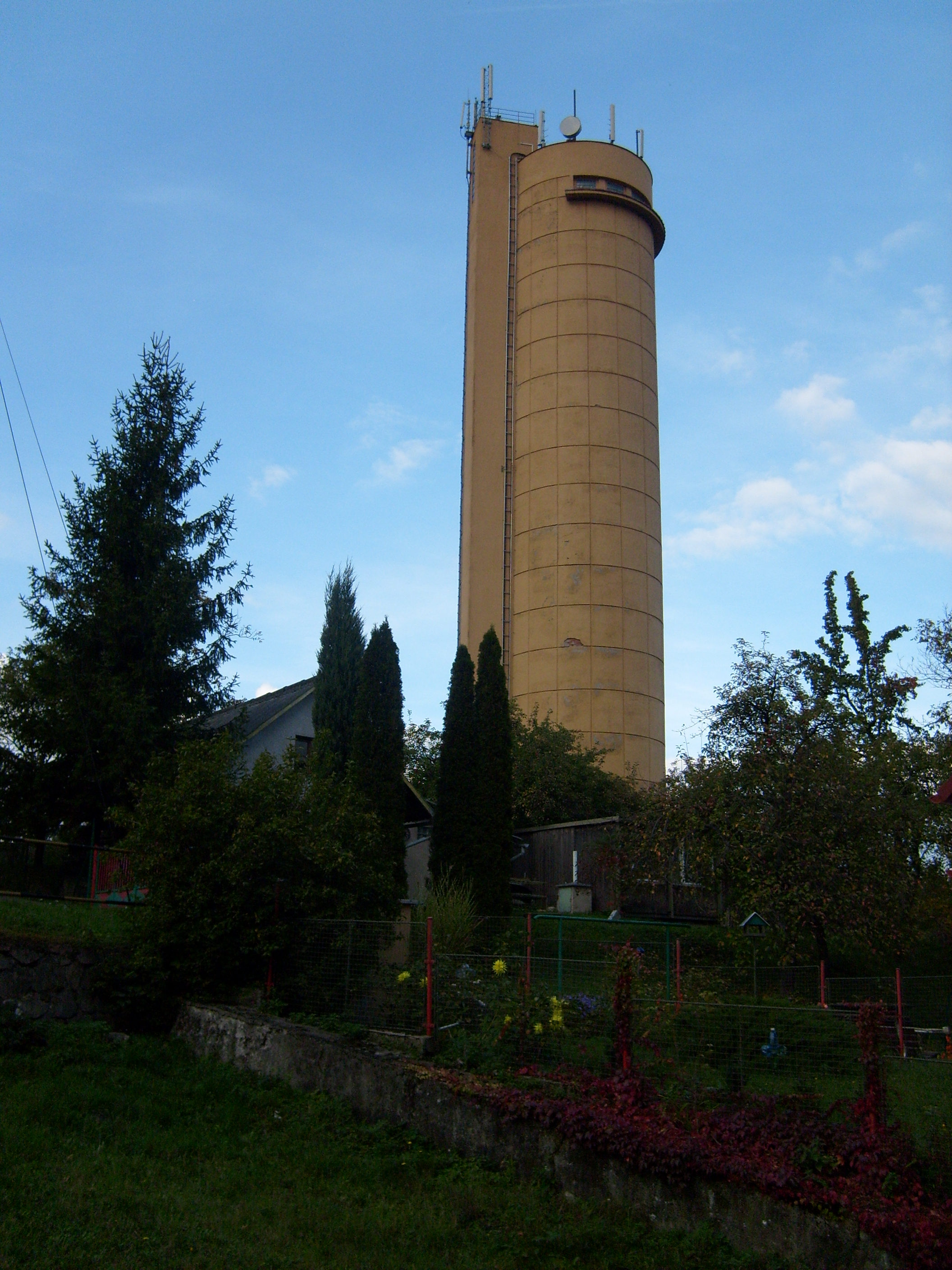
Slavická obora
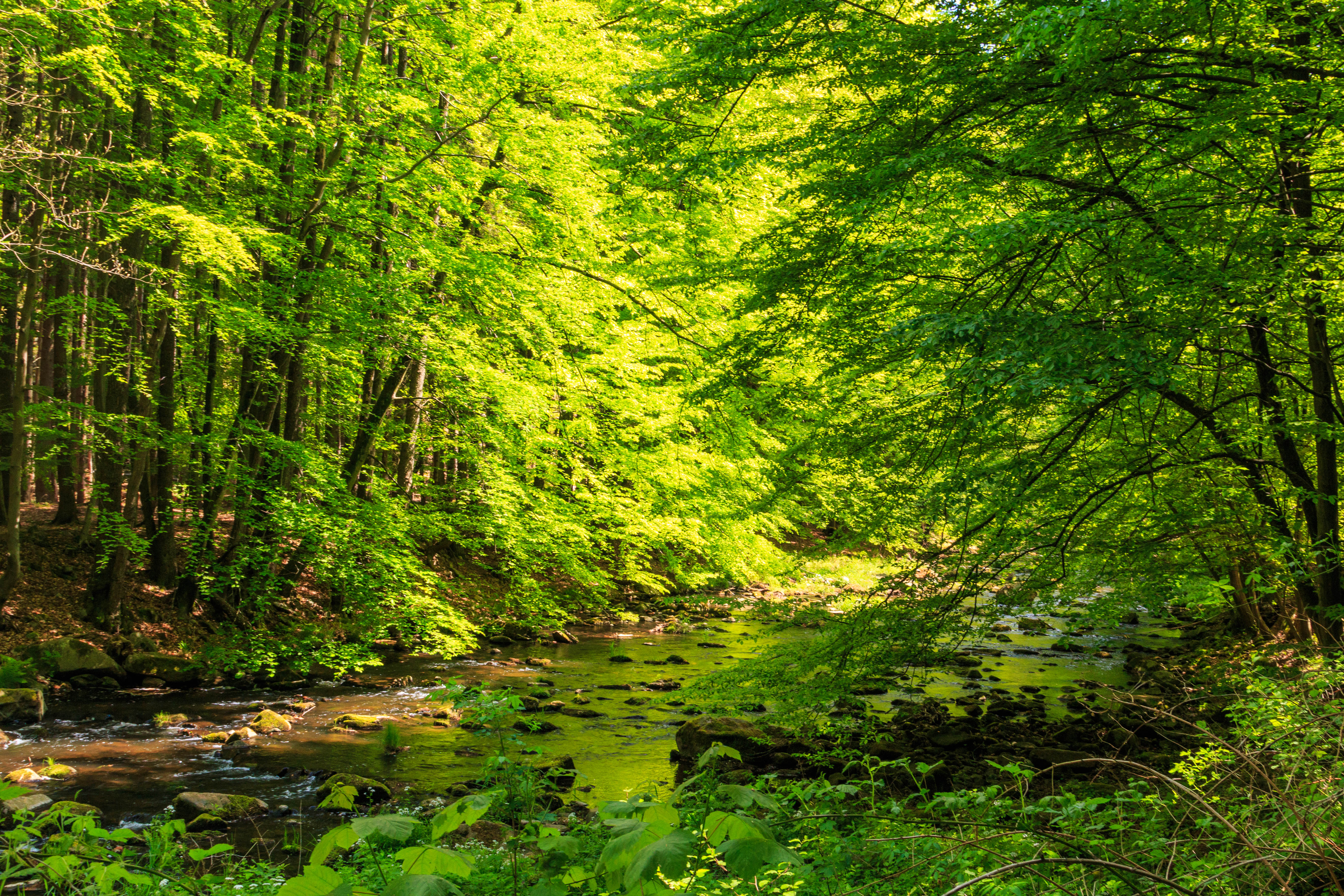
Strádovské Peklo

- Vodní nádrž Křižanovice II
- Kostel sv. Jakuba Většího
- Vodárenská věž vodní elektrárny
- Strádovské Peklo v údolí Chrudimky